# 祁禮賓
祁禮賓爵士，JP（1881年7月28日—1943年8月21日），英國及香港銀行家，1930年至1943年間任香港上海滙豐銀行總司理，1941年7月獲港府委任為行政局非官守議員。
在1900年加入滙豐的祁禮賓曾先後在滙豐多個遠東分行任職，至1930年起出任總司理，任內參與檢討香港幣制和稅制，以及在1931年至1935年間負責統籌重建香港滙豐銀行總行大廈的工程。在1941年12月25日香港淪陷後，雖然滙豐總行早已安然遷到倫敦，但身在香港的祁禮賓落在日軍手上，並且被強迫清算滙豐在遠東餘下的資產。此外，在沒有保證金的情況下，他被要脅簽發大批滙豐紙幣，前後總值1.198億港元。
在1943年，祁禮賓被日方指控從事諜報，以及將金錢偷運入赤柱拘留營，結果於同年6月被判入赤柱監獄勞役三個月。祁禮賓在獄中受盡折磨，而且被關進籠子內，同年8月21日因營養不良病死於赤柱監獄內，不過亦有傳言指祁禮賓是被日軍虐待致死。

## 生平

### 早年生涯
祁禮賓在1881年7月28日生於英國英格蘭，他的祖父是威廉·格雷伯恩牧師（Rev. William Grayburn），在愛爾蘭都柏林任職，而父母分別名威廉·埃克林·格雷伯恩（William Echlin Grayburn）和瑪嘉烈·埃倫·馬克漢姆·格雷伯恩（Margaret Ellen Markham Grayburn），家中另有一兄兩姊。祁禮賓早年就讀於斯塔福德郡的丁斯頓書院（Denstone College），畢業後旋即投身銀行界，最先在西約克郡的利特漢姆與陶氏公司（Leatham and Tew Company）工作，該行後來被巴克萊銀行收購。

### 滙豐生涯

#### 加入滙豐
在1900年，祁禮賓加入香港上海滙豐銀行的倫敦分行，任職助理，1904年12月獲派往遠東，於上海分行工作。他在1912年首次調往香港總行，但隨後於1913年再調到其他地區，包括在星加坡、馬來亞和印度等地的分行任職，至1920年調返香港總行，並出任首席會計師一職，後來先後獲擢升為助理襄理和襄理，擅長於外匯和白銀方面的交易。
在任襄理期間，他在1927年5月27日獲港府奉委為非官守太平紳士。在1927年10月和翌年10月，港府根據1927年通過的《工務貸款條例》（Public Works Loan Ordinanace），分別發行300萬港元和200萬港元的債券，用以支持香港各項工務建設。在兩次發債中，祁禮賓均獲委任到發債委員會任職委員，參與審批申請和批核。祁禮賓其他的公職還包括在1928年6月至1929年5月獲港府委任為香港義勇防衛軍顧問委員會委員，以及在1930年4月起出任香港大學校董。

#### 總司理生涯

##### 港元幣值
祁禮賓在1930年3月以署理總司理的身份，接替榮休的A·C·海恩斯（A. C. Hynes），並在同年7月獲董事局正式任命為滙豐總司理。祁禮賓上任總司理之時，正值香港經濟的動盪時期，由於當時港元仍然奉行銀本位，因此港元匯率直接受到白銀價格的波動影響。而1929年華爾街股災和緊接其後的大蕭條，就直接導致銀價的大幅下滑，以及港元的大幅貶值。鑑於港元匯價劇烈波動，港府曾在1930年委任祁禮賓等商界和銀行代表到一個委員會，負責研究港元貶值問題；另方面，英政府亦委派一個貨幣委員會（Currency Commission）到香港研究幣制問題，該委員會在1931年5月發表報告，認為只要香港的主要貿易夥伴中國一日奉行銀本位，香港都應跟從。

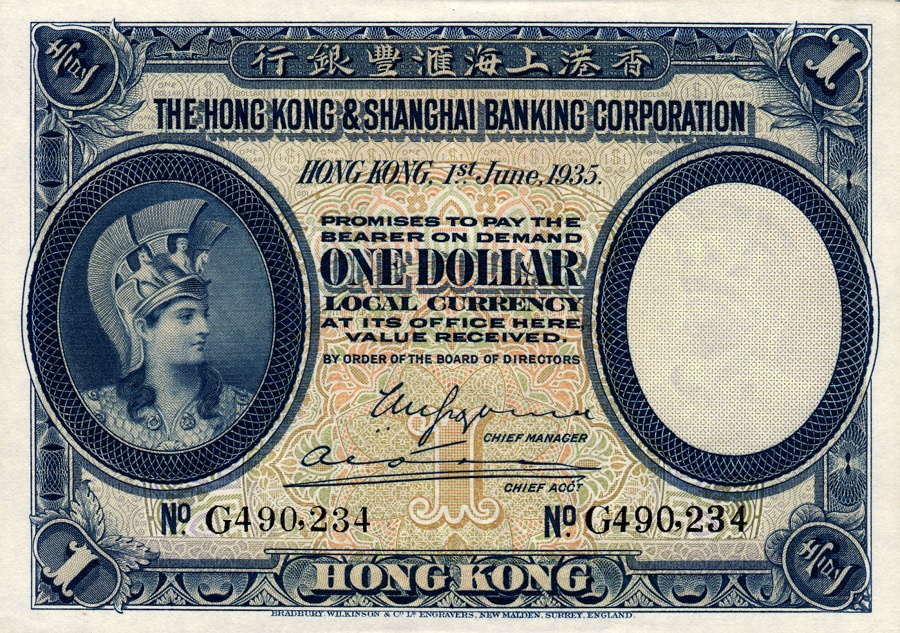
滙豐在1935年6月1日發行的一元紙幣，分別由總司理祁禮賓和首席會計師摩士簽署

雖然港元的貶值意外地短暫帶動香港的貿易增長，但隨著香港的主要海外貿易夥伴英國、日本和美國相繼在1930年代初放棄金本位，引致了英鎊、日元與美元大幅貶值、以及港元匯價的攀升，而美國政府於1934年決定從世界各地大舉買入白銀，更進一步推高港元匯率，嚴重打擊香港的進出口貿易，港府放棄銀本位的壓力亦愈來愈大。在1934年7月，祁禮賓等再應港督貝璐爵士邀請加入到港府經濟委員會（Economic Commission）供職，就當前的經濟問題作出分析。委員會隨後在1935年2月發表報告，當中除了重申貨幣委員會在1931年5月發表的觀點外，亦認為港府不宜在此時放棄銀本位。
可是，此後局勢逆轉，國民政府因銀根短缺問題惡化，在1935年11月宣佈放棄銀本位，港府擔心港元進一步受衝擊升值，遂在同年11月9日召開的立法局特別會議上，通過《貨幣條例》，讓港元放棄銀本位制度。同時間，為穩定港元幣值，港府宣佈設立外匯基金，宣佈除了由港府發行的紙幣和硬幣外，以滙豐為首的三家英資銀行所發行的紙幣，也首次取得法定貨幣地位，而滙豐等銀行要將手上原本用以支持港元的白銀注入外匯基金，再由外匯基金將白銀投資到英鎊資產，以支持這些紙幣的價值，港府亦會向滙豐等發鈔銀行發出負債證明書，以作確認。
《貨幣條例》通過後，港元維持在每1英鎊兌16港元的水平，從而將港元匯價穩定下來，而市面上流通的各類銀圓則逐步回收，改由港府以鎳鑄造的輔幣取代。在1935年12月，港府復宣佈委任祁禮賓為外匯基金顧問委員會（Exchange Fund Advisory Committee）委員，繼續就貨幣事宜提供意見。另為嘉許他在穩定香港幣制上作出的貢獻，祁禮賓在1937年5月的英皇喬治六世加冕授勳名單中，獲封下級勳位爵士，是繼昃臣爵士後，另一位獲封爵士的在任滙豐總司理。

##### 重建總行
祁禮賓在總司理任內的另一重要任務，是負責參與統籌和規劃滙豐總行新廈。儘管滙豐總行位於中環皇后像廣場的重要地段，但他在1930年上任之時，總行大樓已落成近45年，隨著滙豐的急速發展，樓高僅數層的總行大樓漸見不敷應用，有重建的需要。祁禮賓上任總司理後不久，便於1931年決定重建總行，而且著手籌備重建的事宜。

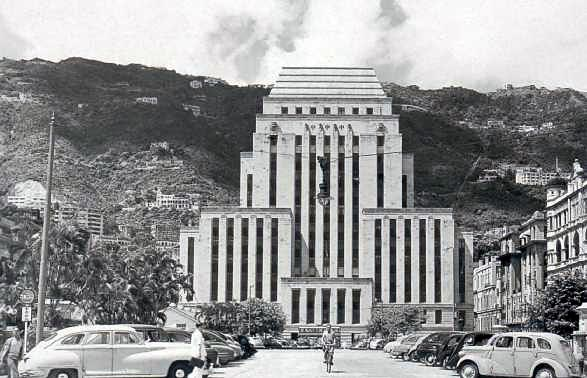
1936年的香港滙豐總行大廈

在1933年10月10日，滙豐正式撤出大樓，隨即展開拆卸工程。新總行在1934年10月17日舉行奠基典禮，邀得港督貝璐爵士主持，這座大樓除了由祁禮賓主持統籌和規劃外，總行的首席會計師摩士亦負責督建和物料採購方面的工作，而香港巴馬丹拿公司（Palmer and Turner，又譯公和洋行）旗下的建築師G·L·威爾遜（G. L. Wilson）則負責設計和營建的工作。總括而言，新總行面積比舊總行大，亦佔用了部份前香港大會堂原址，整座總行樓高70米，共13層，屬當時流行的裝飾藝術風格，大樓立面的花崗石外牆也是香港當時的嶄新設計。
滙豐總行由著手拆卸到重建，前後耗時約兩年後，於1935年10月10日落成啟用，由護督史美主持大樓啟鑰儀式。這座新總行除了是滙豐創立以來的第三代總行，落成之時是遠東規模最大的商業大廈，也是香港首座安裝冷氣系統的建築物，以便外籍員工即使身處屬於副熱帶的香港，也能享受清涼的工作空間。新總行落成46年後，復於1981年拆卸重建。
滙豐總行的落成標誌著當時滙豐的強盛，而事實上，一直到二戰爆發前夕，滙豐在整個1930年代都有相當可觀的業務發展。雖然中國大陸的局勢日益動盪，但大量的資金流入上海、香港等租界和殖民地，尋求資金避難所，反而助長這些地方的經濟發展，連帶滙豐也受惠不少。這種局面到1937年中日戰爭爆發後未有止息，相反，香港和外國勢力的租界成為中國大陸餘下的通商口岸後，更使香港經濟在戰前的興盛局面得以維持。根據統計，滙豐在1937年錄得的純利多達約1,543萬港元，而即使戰霾密佈，在往後的1938年、1939年和1940年，滙豐的純利仍分別維持在大約1,529萬、1,335萬和1,400萬。

##### 淪陷前夕
雖然滙豐建成新總行，但香港和遠東的局勢卻不容樂觀，尤其是1937年7月中日戰爭爆發，以及1939年9月第二次世界大戰爆發後，日本皇軍由中國大陸南侵，漸對香港構成威脅。為支持英國的軍費以及整頓香港防務，港府積極研究透過開徵新的稅項，以填補鉅額開支。其中，祁禮賓等作為商界代表，分別在1938年12月和1939年10月獲港督羅富國爵士委任為稅務委員會（Taxation Committee）委員和戰時收益委員會（War Revenue Committee）委員，就開徵新稅提供意見。

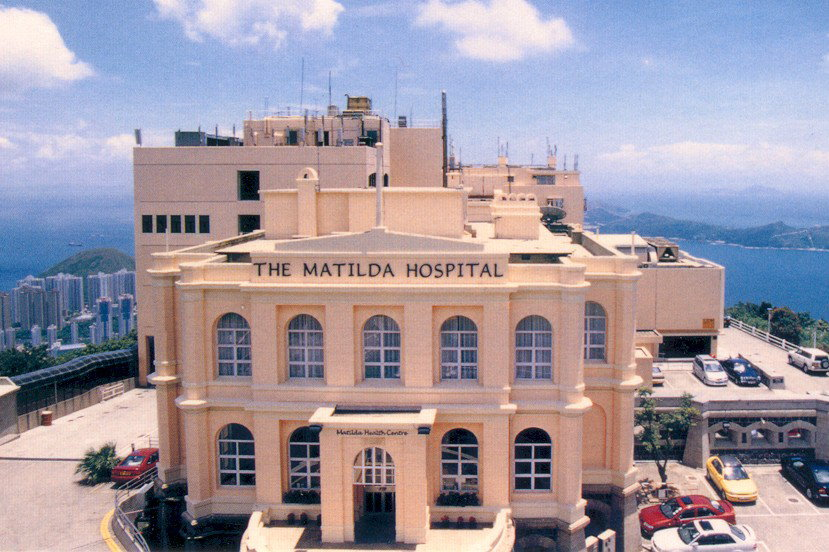
山頂明德醫院

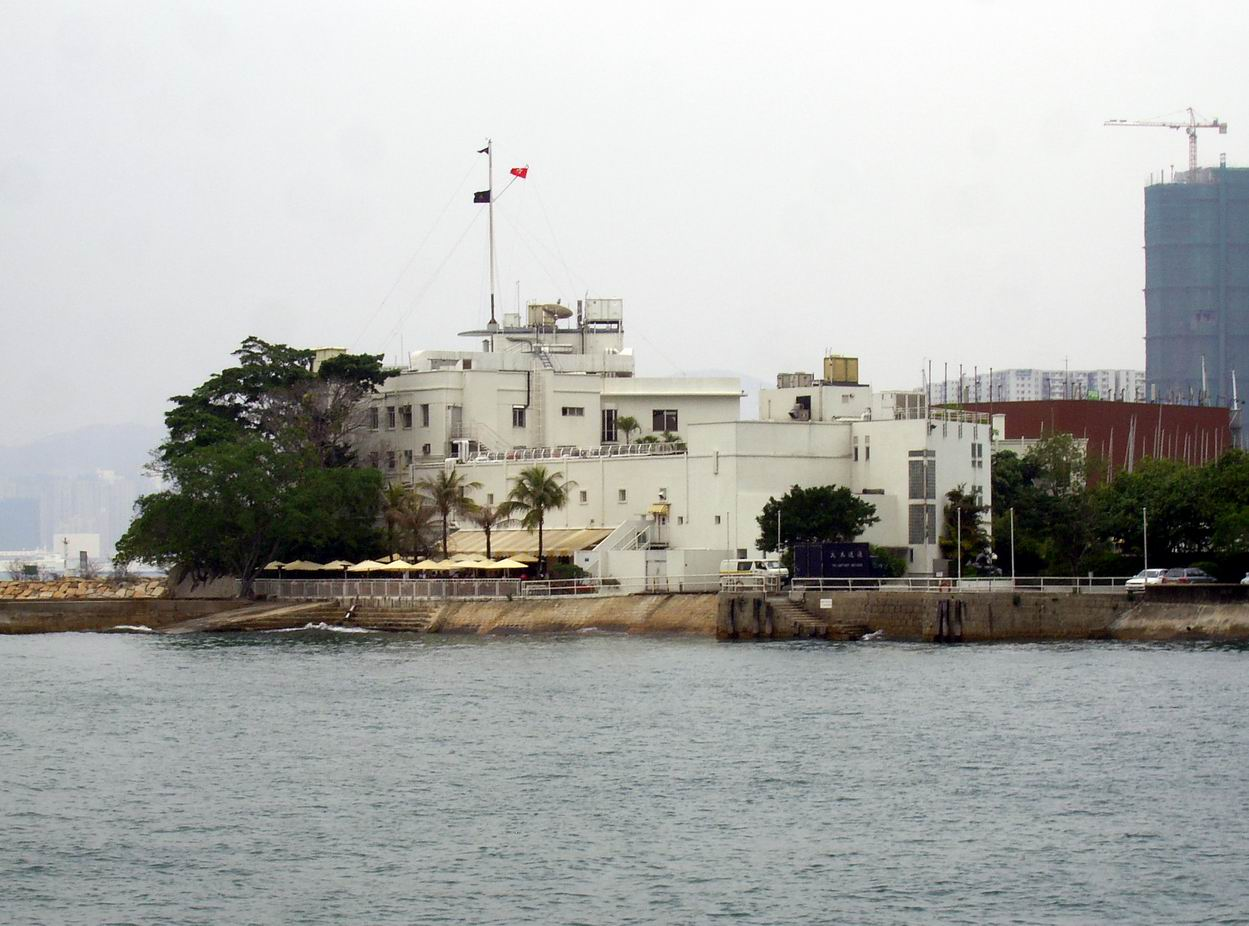
皇家香港遊艇會奇力島會址

由於香港自開埠以來一直以「自由港」自居，因此有關提議引來商界及中產人士的強烈反對。即使港府和委員會後來達成共識，同意開徵薪俸稅和利得稅是較公平和可取的措施，但戰時收益委員會多名委員仍對建議持保留態度，該委員會在1940年2月發表的報告書中，更要求大戰一旦完結，就應即時廢除兩稅。幾經商界和港府的討價還價，開徵兩稅的建議才得以在1940年4月獲立法局通過。大戰過後，港府的確立即廢除薪俸稅和利得稅，但旋於1947年重新開徵。
另一方面，隨著香港戰霾密佈，祁禮賓仍熱心於社會事務，當中包括在1934年支持創立水兵會（China Fleet Club），並以滙豐銀行名義捐出25,000港元興建新會址。在1939年，他又協助皇家香港遊艇會由北角舊址遷往奇力島新址。祁禮賓也身兼山頂明德醫院董事局主席之職，他在日軍入侵香港前夕為明德醫院和毗鄰的戰爭紀念醫院（War Memorial Hospital）成立一個總值500,000港元的捐贈基金，使兩院有足夠的資金營運。在1941年7月，祁禮賓復獲港府委任為行政局非官守議員，但上任僅五個月後，太平洋戰爭和香港保衛戰相繼爆發，香港在同年12月25日即告失守淪陷。
香港的淪陷沒有令滙豐的業務停頓，相反，早在淪陷前的1940年，祁禮賓已任命總行襄理摩士調返倫敦分行，在英國政府支持下，設法將總行資產逐步由香港轉移到當地，以防香港一旦落入日本手中後，資產被日方掠奪；再加上滙豐有大批美元儲備在美國國內，一旦總行被日方操控，也可防止銀行在美國的資產被美國政府凍結。此外，在香港淪陷前夕，港督楊慕琦爵士率先於1941年12月12日宣佈滙豐銀行總部由香港遷往倫敦，而較早時候，英政府亦下令滙豐各地分行與香港總行均需聽從倫敦指示，在12月16日，身在倫敦的摩士復按英政府要求，出任主席兼署理總司理，以便銀行繼續正常運作。
正因為祁禮賓及早作出人事和資產的調動，使得滙豐不至於在香港淪陷後崩潰。在1941年年尾，倫敦方面仍能夠發表完整的銀行財務報告，到1941年6月更有能力向股東派發每股2鎊10仙令股息。至1943年，倫敦方面發表滙豐截至1942年年底的資產負債表，顯示該行仍保留相當財力。

### 淪陷時期
香港淪陷後，滙豐主席百德新（J. J. Paterson）、祁禮賓與他的候任接班人艾文遜（D. C. Edmondston）、跟其他身在香港的英國人，一概落入日軍手中。但祁禮賓與他的夫人和其他銀行要員，卻沒有跟隨其他英人被遣送入赤柱拘留營，而是獲安排入住德輔道中的新華酒店，以協助接管滙豐銀行的橫濱正金銀行，清算滙豐在遠東遺下的資產。因此，祁禮賓在淪陷後，仍可在市區作有限的活動。
與此同時，日軍徵用了香港滙豐總行大廈為日治政府總部，並從滙豐庫房奪取大批沒有加簽的未發行紙幣。在沒有任何保證金的情況下，日方威迫祁禮賓等在所有紙幣上簽名，用以向中國大陸和鄰近地區大手購入物資。在「迫簽紙幣」事件中，雖然倫敦方面曾委託國民政府透過電台公開宣佈不承認這批紙幣的效力，並向大眾公開這批紙幣的序號，而祁禮賓亦在這批紙幣加上暗號識別，但紙幣仍然在香港與鄰近地區廣泛流通。在香港淪陷期間，由日治政府操控下發出的滙豐紙幣，總額更達1.198億港元。香港重光後，祁禮賓在日治時期簽署的紙幣一度不獲滙豐承認，但後來為保聲譽和挽回港元信用，滙豐於1946年4月2日與英國臨時軍政府達成協議，宣佈全力支持這批紙幣的效力。文治政府在1946年5月重新成立後，這一點於同年8月16日由立法局通過的《銀行紙幣與負債證明書條例》（Bank Notes and Certificates of Indebtedness Ordinance）得到再次確認，使祁禮賓的「迫簽紙幣」不至於像日本軍票般，在戰後變成廢紙。
|  |  |  |

另一方面，儘管香港淪陷，但不少英人仍在暗地裡支持或從事抗日活動。當中在1942年初，原本在香港大學任職生理學教授、以及在淪陷前出任香港義勇防衛軍戰地救傷車隊指揮的賴廉士中校（Lt. Colonel Lindsay Ride）成功逃出香港，並在同年7月於廣東曲江（今韶關市一帶）成立英軍服務團，服務團較有名的成員包括祈德尊、何禮文和徐家祥等人。新成立的英軍服務團負責蒐集軍事情報，專門在華南地區營救被日軍關押於集中營的盟軍戰俘，而祁禮賓兩名手下T·J·J·芬域（T. J. J. Fenwick）和J·A·D·莫理遜（J. A. D. Morrison），即於1942年10月中旬獲服務團安排成功逃離香港。英軍服務團原本亦計劃營救祁禮賓，但他為免夫人受累而決定留港，並且以志願者身份暗中幫助英軍服務團，透過秘密書信的方式聯絡惠州的祈德尊等人，提供情報，讓服務團掌握香港的情況。

### 魂斷香港
由於祁禮賓仍有一定的人身自由，所以他可借機會透過在市區的聯繫，取得相當數量的金錢，並設法將金錢偷運入赤柱拘留營，接濟被困於營內的英國人。在1943年3月初，一位被囚於赤柱拘留營的拖拔醫生（Dr. Harry Talbot）因病獲准前往銅鑼灣法國醫院照X光片和接受手術，但4月27日返回拘留營途中，在黃泥涌峽道的檢查站被憲兵截查。憲兵對行動不便的拖拔進行搜身，結果發現他在身上包紮的繃帶下，收藏著4,000日元，以當時計是相當大的數目。
事件發生後，多名身處市區的英國人廣受牽連，其中祁禮賓的副手艾文遜、史去非（Edward Streatfield）和負責為日方從事醫療工作的前醫務衛生署署長司徒永覺醫生（Dr. Selwyn Selwyn-Clarke）等人，被指違反軍法和從事諜報而遭扣查。而事實上，拖拔是受祁禮賓所託，將錢帶入拘留營，用以接濟一些年老的銀行大班，不過，祁禮賓在事發後卻自告奮勇，當面與日治政府的外交事務總管交涉，聲稱從拖拔身上搜出的4,000日元是由他籌得，用以平分賄賂拘留營內的護士。
起初，日方先後判處拖拔、艾文遜、史去非、司徒永覺等人監禁於毗連赤柱拘留營的赤柱監獄，但未對祁禮賓採取任何行動；而另一邊廂，祁禮賓亦多番到前身是滙豐總行大廈的日治政府總部，設法就事件向日方解釋，但不得要領。未幾，日方再控告祁禮賓從事諜報和非法將金錢帶入赤柱拘留營，判處他入赤柱監獄當苦工三個月。他被短暫拘留於跑馬地的憲兵隊後，復於1943年6月被送入赤柱監獄，至於祁禮賓夫人和司徒永覺夫人則被送入赤柱拘留營。

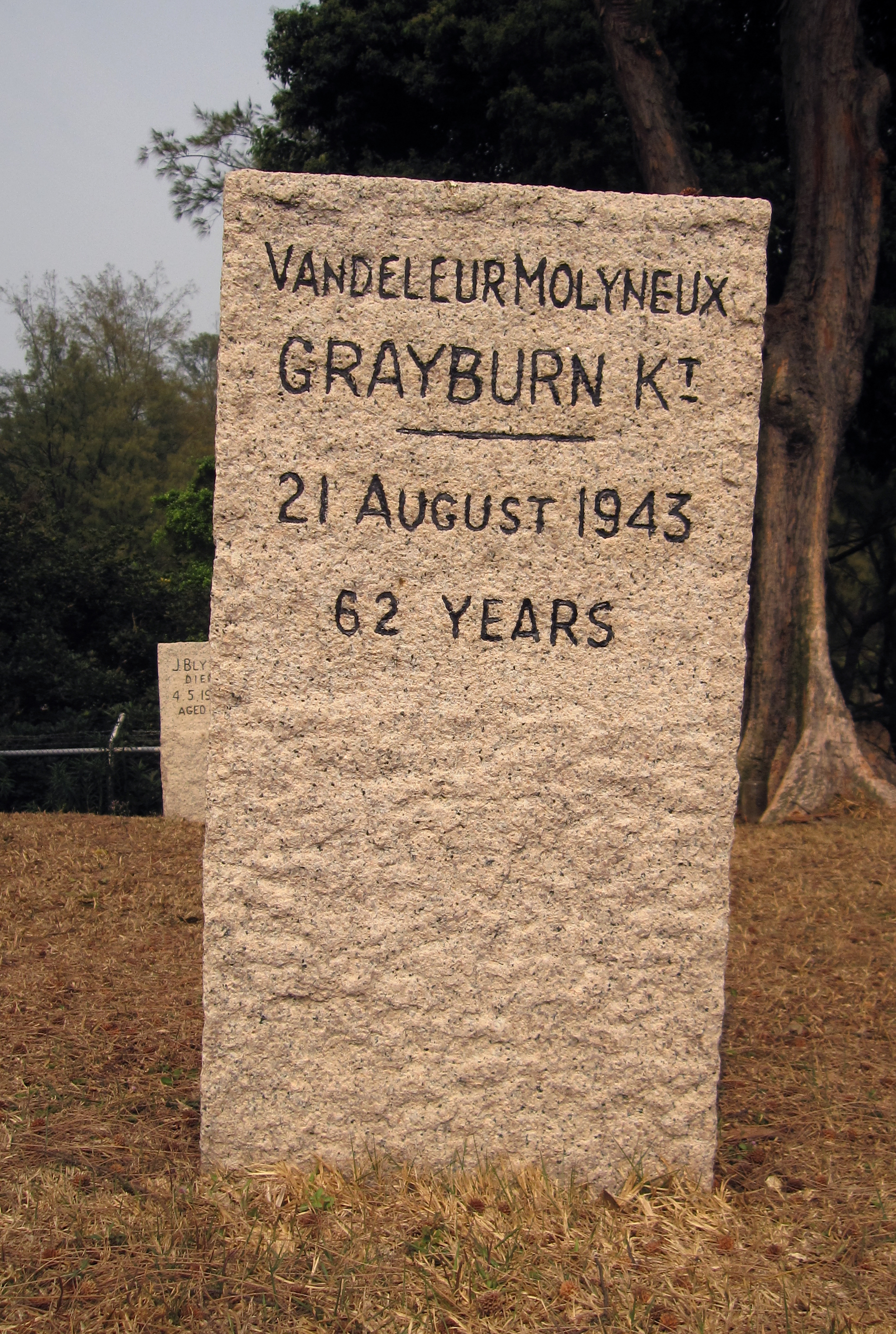
祁禮賓爵士位於赤柱軍人墳場內的墓碑

祁禮賓入獄初時的身體狀況尚可，但監獄內的環境相當惡劣，而他更受到甚不人道的對待，他除了被關在籠子內，囚室燈光異常昏暗，而且到處都是虱子，再加上缺乏食水和食物供應，祁禮賓入獄後沒多久就發燒、生毒瘡和患上痢疾，後來更出紅斑，並因為高燒導致神智不清。祁禮賓在獄中染病時，曾入住赤柱監獄醫院約一周，但從沒有醫生為他診症。返回監獄後，祁禮賓因沒有起色，有一名印度裔獄卒出於好心，要求赤柱監獄醫院醫官齋藤佐一醫生為祁禮賓診治，但遭四度拒絕；該名獄卒後來建議由同在獄中服刑的拖拔醫生為祁禮賓診治，但同被拒絕。儘管如此，拖拔醫生在獄卒的秘密安排下，仍兩度為祁禮賓診治。拖拔發現祁禮賓延遲接受治療，又因為缺乏敷藥，用手抓破身上毒瘡，使到病情進一步惡化。
拖拔醫生雖為祁禮賓處方磺胺，但印度裔獄卒從外取得藥物時，祁禮賓已藥石無靈，回天乏術，終在1943年8月21日病死於赤柱監獄內，終年62歲。祁禮賓死時僅距刑滿出獄數天，再加上獄方沒有即時將死訊告知身在赤柱拘留營的祁禮賓夫人，使外界對他的死因產生不少揣測。根據赤柱拘留營的驗屍報告，祁禮賓是死於營養不良，而曾為他診治的拖拔醫生，亦估計他死於敗血症，這點與驗屍報告不謀而合。然而，外界有輿論質疑，祁禮賓入獄後，她的夫人獲准定時向他送入大批糧食，但他依然死於營養不良，而且他死後不久，便被安葬於附近的赤柱墳場，令人懷疑祁禮賓是受日軍施行的灌水酷刑折磨致死。
除了祁禮賓外，他的候任繼任人艾文遜亦在1944年8月死於赤柱監獄內，但史去非、拖拔醫生和司徒永覺醫生等人則成功挨過日治時期。香港重光後，曾負責主管赤柱監獄醫院的陸軍中尉齋藤佐一醫生，被控疏忽職守，導致病人在獄中缺乏妥善照料而死亡。案件在1947年4月於銅鑼灣召開的第七戰罪法庭開審，法庭經過一連串審訊後，在同年5月5日裁定被指鮮有在監獄醫院露面的齋藤罪成，判監八年。
雖然祁禮賓死時，滙豐銀行全球43所分行有36所落入敵國手上，但由於滙豐在大戰前夕已遷到倫敦繼續運作，他的逝世沒有為滙豐構成特別打擊。復至1943年1月13日，樞密院發出一道樞密令，正式任命摩士接替祁禮賓為滙豐總司理，而滙豐總行亦在戰後的1946年5月遷回香港。對於祁禮賓的去世，認識他的美國女作家項美麗（Emily Hahn）形容，「全遠東最有權勢的金融家、規模最大的銀行總司理，最終卻落得餓死的下場」（The most powerful financier in the Far East, chief of the biggest bank, had died of starvation.）。

## 個人生活
祁禮賓爵士曾有三段婚姻，他的第一段婚姻是在1917年4月12日，於星加坡聖安德烈座堂迎娶露芙·丹佛斯·希堅斯（Ruth Danvers Higgs）。希堅斯卒故後，祁禮賓再婚，娶米妮·多麗絲·羅布森（Minnie Doris Robson）為妻，夫婦兩人育有一子一女，分別是：

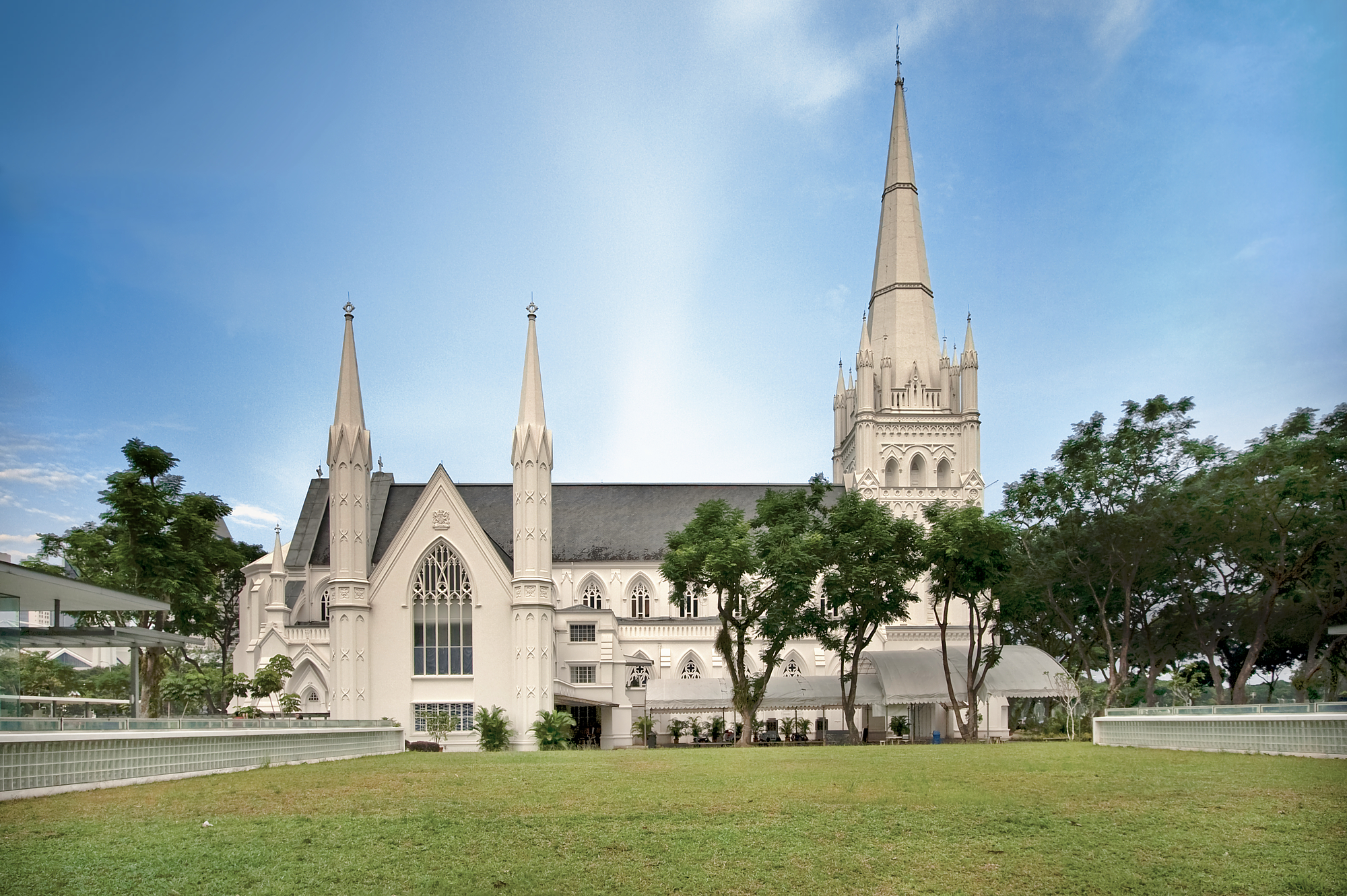
星加坡聖安德烈座堂

- 約翰·羅布森·格雷伯恩（John Robson Grayburn）、和
- 伊麗莎白·格雷伯恩（Elizabeth Grayburn）

不過，這段婚姻最後在1939年以離婚收場，而米妮則在1984年10月19日卒於英格蘭漢普郡。祁禮賓第三段婚姻是迎娶妙麗·瑪麗·梅勒（Muriel Mary Mellor），她的父親名C·B·梅勒（C. B. Mellor），來自切斯特。在香港日治時期，祁禮賓與夫人均落入日軍手中，但他的子女和兄妹都在英格蘭安然無恙。
祁禮賓爵士生前愛好體育運動，參與的運動包括高爾夫球、網球、賽馬和欖球等。他年青時是欖球手，於1907年派駐上海工作期間，他曾參與對天津的聯港賽，司職外側中衛（Centre Three-quarter），他在1912年及1913年亦曾參與香港的聯會賽事。
此外，祁禮賓的言行曾被指帶有種族主義色彩，在任滙豐總司理時，他在一封1937年寫的書信中明確評論滙豐的英國員工不應與非英國婦女結婚，而且「外國人、本地人和混血兒更肯定在禁止之列」（Foreign, native, half-caste are definitely taboo）。至於在明德醫院董事局主席任內，亦有指祁禮賓嘗言明德醫院專為白人而建。

## 榮譽

### 殊勳
- J.P. （非官守，1927年5月27日[8]）
- Kt. （1937年英皇喬治六世加冕授勳名單[21]）

### 頭銜
- 祁禮賓先生 （Vandeleur Grayburn, Esquire，1881年7月28日－1927年5月27日）
- 祁禮賓先生，JP （Vandeleur Grayburn, JP，1927年5月27日－1937年5月）
- 祁禮賓爵士，JP （Sir Vandeleur Grayburn, JP，1937年5月－1943年8月21日）

## 注腳
1. ↑  有譯作「祁理賓」、「奇禮賓」等。
2. 1 2 3 4 5  Who was Who, London: A & C Black, 1967.
3. 1 2 3 4 5 6 7 8 9  "Sir V. Grayburn, Banker Held by Japanese, 62", The New York Times, 17 September 1943, p.21.
4. 1 2 3 4 5 6 7  "Local Honours - Hon. Mr. N. L. Smith Gets C.M.G. - Knighthood for Mr. V. M. Grayburn", The Hongkong Telegraph, 11 May 1937, p.1.
5. 1 2  "Coronation Decoratioin for Mr. N. L. Smith - Bank Manager Knighted - Sir Vandeleur Molyneux Grayburn", Hongkong Daily Press, 11 May 1937, p.1.
6. ↑  Jurors List for 1921, Hong Kong Government, 3 March 1921.
7. ↑  Jurors List for 1925, Hong Kong Government, 5 March 1925.
8. 1 2  "No. 318", The Hong Kong Government Gazette, 27 May 1927.
9. ↑  "No. 580", The Hong Kong Government Gazette, 7 October 1927.
10. ↑  "No. 587", The Hong Kong Government Gazette, 26 October 1928.
11. ↑  "No. 334", The Hong Kong Government Gazette, 15 June 1928.
12. ↑  "No. 250", The Hong Kong Government Gazette, 15 April 1930.
13. 1 2 3 4 5  TSANG, Steve, A Modern History of Hong Kong, Hong Kong: Hong Kong University Press, 2009.
14. ↑  Official Report of Proceedings, Hong Kong Legislative Council, 28 March 1930.
15. 1 2 3  Report of the Commission Appointed by His Excellency the Governor of Hong Kong to Enquire into the Causes and Effects of the Present Trade Depression in Hong Kong and for the Improvement of the Trade of the Colony, Hong Kong Government, February 1935.
16. 1 2  SPURR, Russell, Excellency: The Governors of Hong Kong, Hong Kong: FormAsia, 1995.
17. ↑  〈銀行與紙幣〉，《香港金融貨幣簡介》，香港：香港金融管理局，2000年11月。
18. ↑  〈港元匯率制度簡史〉，《香港的聯繫匯率制度》，香港：香港金融管理局，2005年。
19. 1 2 3 4  張連興，《香港二十八總督》，北京：朝華出版社，2007年6月。
20. ↑  "No. 949", The Hong Kong Government Gazette, 6 December 1935.
21. 1 2  "Supplement to Issue 34396", London Gazette, 11 May 1937, p.5.
22. 1 2 3 4 5 6  "The New Hong Kong Bank Building Opened", Hong Kong Daily Press, 11 October 1935, p.7, p.12.
23. ↑  "The Bank's New Home", Hong Kong Daily Press, 18 October 1934, p.7, p.11.
24. 1 2  劉詩平，《滙豐帝國：全球頂級金融機構的百年傳奇》，中信出版社，2010年6月。
25. 1 2 3 4  "Mr. ARTHUR MORSE", The Bankers' Magazine, BPC (Bankers' Magazine) Ltd, 1943.
26. ↑  Taxation Committee Report, Hong Kong Government, April 1939.
27. 1 2  Report of the War Revenue Committee, Hong Kong Government, February 1940.
28. ↑  "China Fleet Club Opened", The China Mail, 21 March 1934, p.7.
29. ↑  ENGLAND, Vaudine, The Quest of Noel Croucher: Hong Kong's Quiet Philanthropist, Hong Kong: Hong Kong University Press, 1998.
30. ↑  Official Report of Proceedings, Hong Kong Legislative Council, 21 September 1949.
31. ↑  "Issue 35228", London Gazette, 25 July 1941, p.8.
32. 1 2  Railway Gazette International Volume 76, Reed Business Pub., 1942.
33. 1 2 3 4  ENDACOTT, G. B., Hong Kong Eclipse, Hong Kong: Oxford University Press, 1978.
34. 1 2  "Tribute to Sir Arthur Morse at Meeting", The China Mail, 27 February 1953, p.9.
35. ↑  Far Eastern Economic Review Volume 18, Review Pub. Co. Ltd., 1955.
36. 1 2 3 4 5 6 7 8 9 10  HAHN, Emily, China to Me, E-Rights/E-Reads Ltd, 1999.
37. 1 2 3 4 5 6 7  EMERSON, Geoffrey Charles, "Behind Japanese Barbed Wire: Stanley Internment Camp, Hong Kong 1942 - 1945", Journal of the Hong Kong Branch of the Royal Asiatic Society Vol. 17, 1977.
38. ↑  韋基舜，〈張張銀紙張張簽〉，《世界新聞網》，2009年3月26日。
39. 1 2 3  余鴻建，〈香港印鈔史（一）〉，《印藝299期》，2008年11月。
40. ↑  KING, Frank H. H., The Monetary System of Hong Kong, K. Weiss, 1953.
41. ↑  Official Report of Proceedings, Hong Kong Legislative Council, 15 August 1946.
42. 1 2  TSUI, Paul, Paul Tsui's Memoirs Chapter 13, 1989.
43. 1 2 3  LINDSAY, Oliver, At the Going Down of the Sun: Hong Kong and South-East Asia, 1941-1945, London: Hamilton, 1981.
44. 1 2  GRAYBURN, Sir VANDELEUR MOLYNEUX", Commonwealth War Graves Commission, retrieved on 27 July 2010.
45. ↑  ID number 044230, Australian War Memorial, 7 November 1942.
46. 1 2  BIRCH, Alan and COLE, Martin, Captive Years: the Occupation of Hong Kong, 1941-45, Hong Kong: Heinemann, 1982.
47. 1 2  RIDE, Edwin, BAAG, Hong Kong Resistance, 1942-1945, Hong Kong: Oxford University Press, 1981.
48. ↑  HARRIS, John R., LINDSAY, Oliver, The Battle for Hong Kong 1941-1945: Hostage to Fortune, Hong Kong: Hong Kong University Press, 2005.
49. 1 2 3 4  "Witness Claims: Sir V. Grayburn Had No Medical Care", The China Mail, 2 April 1947, p.3.
50. ↑  "H.K. Prisoners were Kept in Cages", The China Mail, 3 January 1947, p.2.
51. 1 2 3 4 5 6 7  "Gaol Doctor's Trial - Dr. Talbot Gives Evidence Against Japanese - Sir Vandeleur Grayburn's Case", The China Mail, 3 April 1947, p.3.
52. ↑  "Sir Vendeleur Grayburn - Died Just as Due for Release", The China Mail, 18 April 1947, p.5.
53. ↑  BANHAM, Tony, We Shall Suffer There: Hong Kong's Defenders Imprisoned, 1942-45, Hong Kong: Hong Kong Univeristy Press, 2009.
54. 1 2 3  "Dr. Sato Found Guilty - Ill-treatment of Patients at Stanley", The China Mail, 6 May 1947, p.2.
55. ↑  The Strait Times, 14 April 1917, p.10.
56. ↑  "Issue 49931", London Gazette, 16 November 1984, p.78.
57. ↑  LEE, Meiqi, Being Eurasian: Memories across Racial Divides, Hong Kong: Hong Kong University Press, 2004.
58. ↑  SNOW, Philip, The Fall of Hong Kong: Britain, China, and the Japanese Occupation, Yale University Press, April 2003.

### 中文資料
- 〈銀行與紙幣〉，《香港金融貨幣簡介》，香港：香港金融管理局，2000年11月。
- 〈港元匯率制度簡史〉，《香港的聯繫匯率制度》，香港：香港金融管理局，2005年。
- 張連興，《香港二十八總督》，北京：朝華出版社，2007年6月。
- 余鴻建，〈香港印鈔史（一）〉，《印藝299期》，2008年11月。
- 韋基舜，〈張張銀紙張張簽〉，《世界新聞網》，2009年3月26日。網上版本
- 劉詩平，《滙豐帝國：全球頂級金融機構的百年傳奇》，中信出版社，2010年6月。

### 英文資料
- The Strait Times, 14 April 1917, p.10.
- Jurors List for 1921, Hong Kong Government, 3 March 1921.
- Jurors List for 1925, Hong Kong Government, 5 March 1925.
- "No. 318 （页面存档备份，存于）", The Hong Kong Government Gazette, 27 May 1927.
- "No. 580", The Hong Kong Government Gazette, 7 October 1927.
- "No. 334", The Hong Kong Government Gazette, 15 June 1928.
- "No. 587 （页面存档备份，存于）", The Hong Kong Government Gazette, 26 October 1928.
- Official Report of Proceedings, Hong Kong Legislative Council, 28 March 1930. 網上版本 （页面存档备份，存于）
- "No. 250 （页面存档备份，存于）", The Hong Kong Government Gazette, 15 April 1930.
- "China Fleet Club Opened", The China Mail, 21 March 1934, p.7.
- "The Bank's New Home", Hong Kong Daily Press, 18 October 1934, p.7, p.11.
- Report of the Commission Appointed by His Excellency the Governor of Hong Kong to Enquire into the Causes and Effects of the Present Trade Depression in Hong Kong and for the Improvement of the Trade of the Colony, Hong Kong Government, February 1935. 網上版本 （页面存档备份，存于）
- "The New Hong Kong Bank Building Opened", Hong Kong Daily Press, 11 October 1935, p.7, p.12.
- "No. 949", The Hong Kong Government Gazette, 6 December 1935.
- "Supplement to Issue 34396 （页面存档备份，存于）", London Gazette, 11 May 1937, p.5.
- "Coronation Decoratioin for Mr. N. L. Smith - Bank Manager Knighted - Sir Vandeleur Molyneux Grayburn", Hongkong Daily Press, 11 May 1937, p.1.
- "Local Honours - Hon. Mr. N. L. Smith Gets C.M.G. - Knighthood for Mr. V. M. Grayburn", The Hongkong Telegraph, 11 May 1937, p.1.
- Taxation Committee Report, Hong Kong Government, April 1939. 網上版本
- Report of the War Revenue Committee, Hong Kong Government, February 1940. 網上版本
- "Issue 35228 （页面存档备份，存于）", London Gazette, 25 July 1941, p.8.
- Railway Gazette International Volume 76, Reed Business Pub., 1942.
- ID number 044230, Australian War Memorial, 7 November 1942. 網上版本
- "Mr. ARTHUR MORSE", The Bankers' Magazine, BPC (Bankers' Magazine) Ltd, 1943.
- "Sir V. Grayburn, Banker Held by Japanese, 62", The New York Times, 17 September 1943, p.21.
- Official Report of Proceedings, Hong Kong Legislative Council, 15 August 1946. 網上版本 （页面存档备份，存于）
- "H.K. Prisoners were Kept in Cages", The China Mail, 3 January 1947, p.2.
- "Witness Claims: Sir V. Grayburn Had No Medical Care", The China Mail, 2 April 1947, p.3.
- "Gaol Doctor's Trial - Dr. Talbot Gives Evidence Against Japanese - Sir Vandeleur Grayburn's Case", The China Mail, 3 April 1947, p.3.
- "Sir Vendeleur Grayburn - Died Just as Due for Release", The China Mail, 18 April 1947, p.5.
- "Dr. Sato Found Guilty - Ill-treatment of Patients at Stanley", The China Mail, 6 May 1947, p.2.
- Official Report of Proceedings, Hong Kong Legislative Council, 21 September 1949. 網上版本 （页面存档备份，存于）
- KING, Frank H. H., The Monetary System of Hong Kong, K. Weiss, 1953.
- "Tribute to Sir Arthur Morse at Meeting", The China Mail, 27 February 1953, p.9.
- Far Eastern Economic Review Volume 18, Review Pub. Co. Ltd., 1955.
- Who was Who, London: A & C Black, 1967.
- EMERSON, Geoffrey Charles, "Behind Japanese Barbed Wire: Stanley Internment Camp, Hong Kong 1942 - 1945", Journal of the Hong Kong Branch of the Royal Asiatic Society Vol. 17, 1977. 網上版本 （页面存档备份，存于）
- ENDACOTT, G. B., Hong Kong Eclipse, Hong Kong: Oxford University Press, 1978.
- RIDE, Edwin, BAAG, Hong Kong Resistance, 1942-1945, Hong Kong: Oxford University Press, 1981.
- LINDSAY, Oliver, At the Going Down of the Sun: Hong Kong and South-East Asia, 1941-1945, London: Hamilton, 1981.
- BIRCH, Alan and COLE, Martin, Captive Years: the Occupation of Hong Kong, 1941-45, Hong Kong: Heinemann, 1982.
- "Issue 49931 （页面存档备份，存于）", London Gazette, 16 November 1984, p.78.
- TSUI, Paul, Paul Tsui's Memoirs Chapter 13, 1989.
- SPURR, Russell, Excellency: The Governors of Hong Kong, Hong Kong: FormAsia, 1995.
- ENGLAND, Vaudine, The Quest of Noel Croucher: Hong Kong's Quiet Philanthropist, Hong Kong: Hong Kong University Press, 1998. 網上版本
- HAHN, Emily, China to Me, E-Rights/E-Reads Ltd, 1999. 網上版本 （页面存档备份，存于）
- SNOW, Philip, The Fall of Hong Kong: Britain, China, and the Japanese Occupation, Yale University Press, April 2003.
- LEE, Meiqi, Being Eurasian: Memories across Racial Divides, Hong Kong: Hong Kong University Press, 2004. 網上版本
- HARRIS, John R., LINDSAY, Oliver, The Battle for Hong Kong 1941-1945: Hostage to Fortune, Hong Kong: Hong Kong University Press, 2005. 網上版本 （页面存档备份，存于）
- TSANG, Steve, A Modern History of Hong Kong, Hong Kong: Hong Kong University Press, 2009.
- BANHAM, Tony, We Shall Suffer There: Hong Kong's Defenders Imprisoned, 1942-45, Hong Kong: Hong Kong Univeristy Press, 2009. 網上版本
- "GRAYBURN, Sir VANDELEUR MOLYNEUX", Commonwealth War Graves Commission, retrieved on 27 July 2010. 網頁

## 外部連結
- Roll of Honour （页面存档备份，存于）
- Commonwealth War Graves Commission

| 商界職務            | 商界職務                             | 商界職務      |
| ------------------- | ------------------------------------ | ------------- |
| 前任者： A·C·海恩斯 | 香港上海滙豐銀行總司理 1930年–1943年 | 繼任者： 摩士 |